# Kannadská Wikipedie
Kannadská Wikipedie (kannadsky கன்னட விக்கிப்பீடியா) je jazyková verze Wikipedie v kannadštině. V lednu 2022 obsahovala přes 27 000 článků a pracovali pro ni 4 správci. Registrováno bylo přes 72 000 uživatelů, z nichž bylo asi 233 aktivních. V počtu článků byla 113. největší Wikipedií.